# Душманы (село)
Душманы (рум. Dușmani, Душмань) — село в Глодянском районе Молдавии. Относится к сёлам, не образующим коммуну.

## История
До 1998 года называлось «Октябрьское».

## География
Село расположено примерно в 6 км к югу от города Глодяны на высоте 85 метров над уровнем моря. Через село протекает небольшая река.

## Инфраструктура
В селе есть кооператив «Tersimeda», который занимается выращиванием телят.

## Население
По данным переписи населения 2004 года, в селе Душмань проживает 2000 человек (959 мужчин, 1041 женщина).
Этнический состав села:
| Национальность | Число жителей | Процентный состав |
| -------------- | ------------- | ----------------- |
| молдаване      | 1910          | 95.5              |
| цыгане         | 58            | 2.9               |
| украинцы       | 19            | 0.95              |
| русские        | 7             | 0.35              |
| румыны         | 5             | 0.25              |
| прочие         | 1             | 0.05              |
| Всего          | 2000          | 100 %             |